# كريستيان فيرنر (عالم عقيدة)
كريستيان فيرنر (بالألمانية: Christian Werner)‏ (و. 1943  م) هو عالم عقيدة، وكاهن كاثوليكي نمساوي.

## مناصب
تولى منصب أسقف كاثوليكي (منذ 2 فبراير 1992)
- أسقف عنواني  [لغات أخرى]‏
- أسقف عنواني  [لغات أخرى]‏
- titular bishop of Wiener Neustadt ‏
- military ordinary of Austria ‏
- مطران  [لغات أخرى]‏

.

## التعليم
تعلم في Theresian Military Academy ‏
.